# 恩斯特布伦
恩斯特布伦是奥地利下奥地利州科尔新堡县的一个市镇。总面积80.69平方公里，总人口3008人，人口密度37.3人/平方公里（2005年）。